# Seb Dance
Seb Dance (ur. 1 grudnia 1981 w Londynie) – brytyjski polityk, poseł do Parlamentu Europejskiego, VIII i IX kadencji.

## Życiorys
W wieku 16 lat został członkiem Partii Pracy. Pracował w brytyjskim parlamencie i jako doradca Shauna Woodwarda, sekretarza ds. Irlandii Północnej. Później zatrudniony w organizacji charytatywnej ActionAid. Przystąpił do związku zawodowego UNITE i związanej z laburzystami spółdzielczej Co-operative Party. W wyborach w 2014 w okręgu londyńskim z ramienia swojego ugrupowania uzyskał mandat eurodeputowanego VIII kadencji. W 2019 z powodzeniem ubiegał się o reelekcję.
Seb Dance jest otwarcie zdeklarowanym gejem, partnerem Spencera Livermore'a, dyrektora kampanii wyborczych Partii Pracy.